# Tati (rainha)

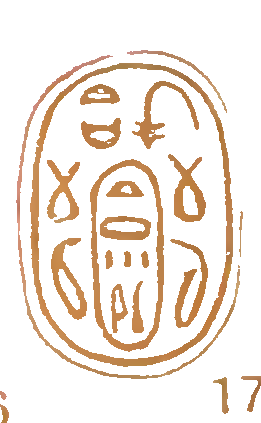
Escaravelho da rainha Tati em um desenho de Percy Newberry. Museu Britânico BM20824

Tati (século XVIII/XVII a.C.) foi uma rainha do Antigo Egito. Ela é a única rainha conhecida pelo nome da XIV dinastia egípcia. Sua posição é desconhecida.
Ao contrário das outras rainhas da XIV dinastia, Tati parece ter desempenhado um papel político oficial. Um total de onze selos com nomes de escaravelhos de Tati foram encontrados. Eles carregam seu nome e seus títulos reais dentro de um cartucho. Esses selos são conhecidos apenas por reis, herdeiros aparentes e tesoureiros reais da XIV dinastia, e o uso do cartucho é atestado de outra forma principalmente para reis. As focas de Tati foram encontradas em Leontópolis e Abidos. Como seus escaravelhos têm dois desenhos, isso permitiu que fossem datados do reinado de Xexi, já que os desenhos correspondem a uma mudança que ocorreu durante seu reinado, como evidenciado por suas centenas de selos sobreviventes. A explicação mais provável para sua proeminência é que ela era a esposa de Xexi.
O egiptólogo Kim Ryholt sugeriu que o casamento de Tati era provavelmente parte de uma aliança dinástica entre Xexi e os cuxitas governantes de Querma. Isso é sugerido pelas fortes relações que se sabe que a Décima Quarta Dinastia teve com Querma, bem como pelos nomes de Tati e seu suposto filho. O nome Tati é atestado em textos de execração anteriores, nomeando uma rainha cuxita (esposa de Awaw) como uma das inimigas do faraó. É possível que esta Tati anterior fosse ancestral e homônima da rainha egípcia. Uma linhagem real para Tati também explicaria por que ela, entre todos os consortes da Décima Quarta Dinastia, recebeu um status tão elevado, já que seu casamento era entre iguais, formando uma aliança entre reinos.
De acordo com Ryholt, o filho de Tati com Xexi era Neesi (nḥsy), cujo nome significa "o núbio", referindo-se à região em torno de Querma. Nesta teoria, Neesi provavelmente recebeu seu nome de sua mãe. Como é sabido que ele era um homem velho na época de sua ascensão, é provável que Tati já tivesse morrido. Não há referências a ela com o título de rainha-mãe.
A interpretação de Ryholt foi desafiada por uma estela recém-descoberta que coloca Neesi no final, em vez do início do segundo período intermediário. De acordo com a estela, ele era irmão da "irmã do rei", Tani, que provavelmente era de origem tebana, tornando improvável que sua mãe fosse Tati.